# Tour de Pologne 2024

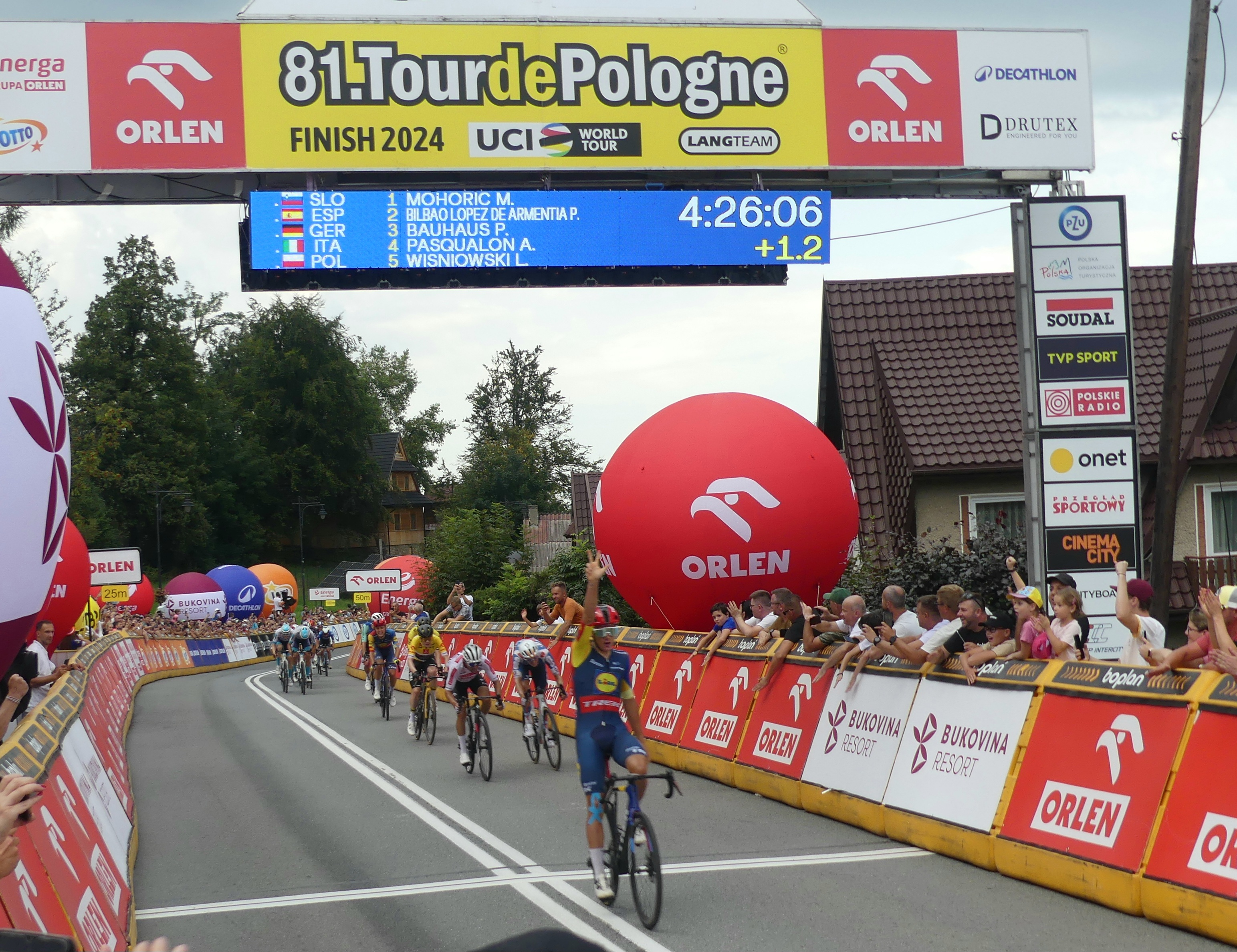
Tour de Pologne 2024, ligne d'arrivée à Bukowina Tatrzańska

La 81e édition du Tour de Pologne, une course cycliste sur route par étapes, a lieu du 12 au 18 août 2024 en Pologne. L'épreuve se déroule en sept étapes entre Wroclaw et Cracovie sur un parcours total de 1 049,3 km. C'est une épreuve de l'UCI World Tour 2024, le calendrier le plus important du cyclisme sur route.

## Présentation

### Équipes
22 équipes participent à ce Tour de Pologne 2024 : les dix-huit WorldTeams, quatre ProTeams et l'équipe nationale polonaise.
| WorldTeams (18)- Alpecin-Deceuninck - Arkéa-B&B Hotels - Astana Qazaqstan Team - Bahrain Victorious - Cofidis - Decathlon-AG2R La Mondiale - EF Education-EasyPost - Groupama-FDJ - Ineos Grenadiers - Intermarché-Wanty - Lidl-Trek - Movistar Team - Red Bull-Bora-Hansgrohe - Soudal Quick-Step - Team dsm-firmenich PostNL - Team Jayco AlUla - Team Visma \| Lease a Bike - UAE Team Emirates ProTeams (3)- Israel-Premier Tech - Q36.5 Pro Cycling Team - Tudor Pro Cycling Team Équipe nationale- Pologne |
| |

## Étapes
| Étape     | Date    | Villes étapes                        | type                        | Distance (km) | Vainqueur d'étape | Leader du classement général |
| --------- | ------- | ------------------------------------ | --------------------------- | ------------- | ----------------- | ---------------------------- |
| 1re étape | 12 août | Wrocław – Karpacz                    | étape vallonnée             | 159,3         | Thibau Nys        | Thibau Nys                   |
| 2e étape  | 13 août | Mysłakowice – Karpacz                | contre-la-montre individuel | 15,4          | Tim Wellens       | Jonas Vingegaard             |
| 3e étape  | 14 août | Wałbrzych – Duszniki-Zdrój           | étape vallonnée             | 156,5         | Thibau Nys        | Jonas Vingegaard             |
| 4e étape  | 15 août | Kudowa-Zdrój – Prudnik               | étape de plaine             | 195,3         | Olav Kooij        | Jonas Vingegaard             |
| 5e étape  | 16 août | Katowice – Katowice                  | étape de plaine             | 187,6         | Tim Merlier       | Jonas Vingegaard             |
| 6e étape  | 17 août | Wadowice – Bukowina Tatrzańska       | étape vallonnée             | 183,2         | Thibau Nys        | Jonas Vingegaard             |
| 7e étape  | 18 août | mines de sel de Wieliczka – Cracovie | étape de plaine             | 142,1         | Olav Kooij        | Jonas Vingegaard             |

## Déroulement de la course

### 1reétape
| \| Classement de l'étape \| Classement de l'étape \| Classement de l'étape \| Classement de l'étape \| Classement de l'étape \| \| Coureur \| Coureur \| Pays \| Équipe \| Temps \| \| --------------------- \| --------------------- \| --------------------- \| -------------------------- \| --------------------- \| \| 1er \| Thibau Nys \| Belgique \| Lidl-Trek \| 3 h 37 min 13 s \| \| 2e \| Wilco Kelderman \| Pays-Bas \| Team Visma \\| Lease a Bike \| + 3 s \| \| 3e \| Lukas Nerurkar \| Royaume-Uni \| EF Education-EasyPost \| + 3 s \| \| 4e \| Jonas Vingegaard \| Danemark \| Team Visma \\| Lease a Bike \| + 6 s \| \| 5e \| Matej Mohorič \| Slovénie \| Bahrain Victorious \| + 6 s \| \| 6e \| Diego Ulissi \| Italie \| UAE Team Emirates \| + 6 s \| \| 7e \| Romain Grégoire \| France \| Groupama-FDJ \| + 6 s \| \| 8e \| Jakob Fuglsang \| Danemark \| Israel-Premier Tech \| + 6 s \| \| 9e \| Rafał Majka \| Pologne \| UAE Team Emirates \| + 9 s \| \| 10e \| Nicola Conci \| Italie \| Alpecin-Deceuninck \| + 9 s \| |                  |             |                            |                 |
| |                  |             |                            |                 |
| |                  |             |                            |                 |
| Classement de l'étape |                  |             |                            |                 |
| Coureur | Coureur          | Pays        | Équipe                     | Temps           |
| 1er | Thibau Nys       | Belgique    | Lidl-Trek                  | 3 h 37 min 13 s |
| 2e | Wilco Kelderman  | Pays-Bas    | Team Visma \| Lease a Bike | + 3 s           |
| 3e | Lukas Nerurkar   | Royaume-Uni | EF Education-EasyPost      | + 3 s           |
| 4e | Jonas Vingegaard | Danemark    | Team Visma \| Lease a Bike | + 6 s           |
| 5e | Matej Mohorič    | Slovénie    | Bahrain Victorious         | + 6 s           |
| 6e | Diego Ulissi     | Italie      | UAE Team Emirates          | + 6 s           |
| 7e | Romain Grégoire  | France      | Groupama-FDJ               | + 6 s           |
| 8e | Jakob Fuglsang   | Danemark    | Israel-Premier Tech        | + 6 s           |
| 9e | Rafał Majka      | Pologne     | UAE Team Emirates          | + 9 s           |
| 10e | Nicola Conci     | Italie      | Alpecin-Deceuninck         | + 9 s           |

| \| Classement général \| Classement général \| Classement général \| Classement général \| Classement général \| \| Coureur \| Coureur \| Pays \| Équipe \| Temps \| \| ------------------ \| ------------------ \| ------------------ \| -------------------------- \| ------------------ \| \| 1er \| Thibau Nys \| Belgique \| Lidl-Trek \| 3 h 37 min 03 s \| \| 2e \| Wilco Kelderman \| Pays-Bas \| Team Visma \\| Lease a Bike \| + 7 s \| \| 3e \| Lukas Nerurkar \| Royaume-Uni \| EF Education-EasyPost \| + 9 s \| \| 4e \| Jonas Vingegaard \| Danemark \| Team Visma \\| Lease a Bike \| + 16 s \| \| 5e \| Matej Mohorič \| Slovénie \| Bahrain Victorious \| + 16 s \| \| 6e \| Diego Ulissi \| Italie \| UAE Team Emirates \| + 16 s \| \| 7e \| Romain Grégoire \| France \| Groupama-FDJ \| + 16 s \| \| 8e \| Jakob Fuglsang \| Danemark \| Israel-Premier Tech \| + 16 s \| \| 9e \| Rafał Majka \| Pologne \| UAE Team Emirates \| + 19 s \| \| 10e \| Nicola Conci \| Italie \| Alpecin-Deceuninck \| + 19 s \| |                  |             |                            |                 |
| |                  |             |                            |                 |
| |                  |             |                            |                 |
| Classement général |                  |             |                            |                 |
| Coureur | Coureur          | Pays        | Équipe                     | Temps           |
| 1er | Thibau Nys       | Belgique    | Lidl-Trek                  | 3 h 37 min 03 s |
| 2e | Wilco Kelderman  | Pays-Bas    | Team Visma \| Lease a Bike | + 7 s           |
| 3e | Lukas Nerurkar   | Royaume-Uni | EF Education-EasyPost      | + 9 s           |
| 4e | Jonas Vingegaard | Danemark    | Team Visma \| Lease a Bike | + 16 s          |
| 5e | Matej Mohorič    | Slovénie    | Bahrain Victorious         | + 16 s          |
| 6e | Diego Ulissi     | Italie      | UAE Team Emirates          | + 16 s          |
| 7e | Romain Grégoire  | France      | Groupama-FDJ               | + 16 s          |
| 8e | Jakob Fuglsang   | Danemark    | Israel-Premier Tech        | + 16 s          |
| 9e | Rafał Majka      | Pologne     | UAE Team Emirates          | + 19 s          |
| 10e | Nicola Conci     | Italie      | Alpecin-Deceuninck         | + 19 s          |

### 2eétape
| \| Classement de l'étape \| Classement de l'étape \| Classement de l'étape \| Classement de l'étape \| Classement de l'étape \| \| Coureur \| Coureur \| Pays \| Équipe \| Temps \| \| --------------------- \| --------------------- \| --------------------- \| -------------------------- \| --------------------- \| \| 1er \| Tim Wellens \| Belgique \| UAE Team Emirates \| 23 min 59 s \| \| 2e \| Jonas Vingegaard \| Danemark \| Team Visma \\| Lease a Bike \| + 9 s \| \| 3e \| Felix Großschartner \| Autriche \| UAE Team Emirates \| + 15 s \| \| 4e \| Oscar Onley \| Royaume-Uni \| Team dsm-firmenich PostNL \| + 15 s \| \| 5e \| Maximilian Schachmann \| Allemagne \| Red Bull-Bora-Hansgrohe \| + 21 s \| \| 6e \| Diego Ulissi \| Italie \| UAE Team Emirates \| + 34 s \| \| 7e \| Magnus Sheffield \| États-Unis \| Ineos Grenadiers \| + 39 s \| \| 8e \| Raúl García Pierna \| Espagne \| Arkéa-B&B Hotels \| + 40 s \| \| 9e \| Jan Christen \| Suisse \| UAE Team Emirates \| + 41 s \| \| 10e \| Romain Grégoire \| France \| Groupama-FDJ \| + 42 s \| |                       |             |                            |             |
| |                       |             |                            |             |
| |                       |             |                            |             |
| Classement de l'étape |                       |             |                            |             |
| Coureur | Coureur               | Pays        | Équipe                     | Temps       |
| 1er | Tim Wellens           | Belgique    | UAE Team Emirates          | 23 min 59 s |
| 2e | Jonas Vingegaard      | Danemark    | Team Visma \| Lease a Bike | + 9 s       |
| 3e | Felix Großschartner   | Autriche    | UAE Team Emirates          | + 15 s      |
| 4e | Oscar Onley           | Royaume-Uni | Team dsm-firmenich PostNL  | + 15 s      |
| 5e | Maximilian Schachmann | Allemagne   | Red Bull-Bora-Hansgrohe    | + 21 s      |
| 6e | Diego Ulissi          | Italie      | UAE Team Emirates          | + 34 s      |
| 7e | Magnus Sheffield      | États-Unis  | Ineos Grenadiers           | + 39 s      |
| 8e | Raúl García Pierna    | Espagne     | Arkéa-B&B Hotels           | + 40 s      |
| 9e | Jan Christen          | Suisse      | UAE Team Emirates          | + 41 s      |
| 10e | Romain Grégoire       | France      | Groupama-FDJ               | + 42 s      |

| \| Classement général \| Classement général \| Classement général \| Classement général \| Classement général \| \| Coureur \| Coureur \| Pays \| Équipe \| Temps \| \| ------------------ \| ------------------- \| ------------------ \| -------------------------- \| ------------------ \| \| 1er \| Jonas Vingegaard \| Danemark \| Team Visma \\| Lease a Bike \| 4 h 01 min 27 s \| \| 2e \| Wilco Kelderman \| Pays-Bas \| Team Visma \\| Lease a Bike \| + 24 s \| \| 3e \| Diego Ulissi \| Italie \| UAE Team Emirates \| + 25 s \| \| 4e \| Romain Grégoire \| France \| Groupama-FDJ \| + 33 s \| \| 5e \| Magnus Sheffield \| États-Unis \| Ineos Grenadiers \| + 37 s \| \| 6e \| Edoardo Zambanini \| Italie \| Bahrain Victorious \| + 45 s \| \| 7e \| Yannis Voisard \| Suisse \| Tudor Pro Cycling Team \| + 49 s \| \| 8e \| Matej Mohorič \| Slovénie \| Bahrain Victorious \| + 49 s \| \| 9e \| Mikkel Honoré \| Danemark \| EF Education-EasyPost \| + 49 s \| \| 10e \| Felix Großschartner \| Autriche \| UAE Team Emirates \| + 50 s \| |                     |            |                            |                 |
| |                     |            |                            |                 |
| |                     |            |                            |                 |
| Classement général |                     |            |                            |                 |
| Coureur | Coureur             | Pays       | Équipe                     | Temps           |
| 1er | Jonas Vingegaard    | Danemark   | Team Visma \| Lease a Bike | 4 h 01 min 27 s |
| 2e | Wilco Kelderman     | Pays-Bas   | Team Visma \| Lease a Bike | + 24 s          |
| 3e | Diego Ulissi        | Italie     | UAE Team Emirates          | + 25 s          |
| 4e | Romain Grégoire     | France     | Groupama-FDJ               | + 33 s          |
| 5e | Magnus Sheffield    | États-Unis | Ineos Grenadiers           | + 37 s          |
| 6e | Edoardo Zambanini   | Italie     | Bahrain Victorious         | + 45 s          |
| 7e | Yannis Voisard      | Suisse     | Tudor Pro Cycling Team     | + 49 s          |
| 8e | Matej Mohorič       | Slovénie   | Bahrain Victorious         | + 49 s          |
| 9e | Mikkel Honoré       | Danemark   | EF Education-EasyPost      | + 49 s          |
| 10e | Felix Großschartner | Autriche   | UAE Team Emirates          | + 50 s          |

### 3eétape
| \| Classement de l'étape \| Classement de l'étape \| Classement de l'étape \| Classement de l'étape \| Classement de l'étape \| \| Coureur \| Coureur \| Pays \| Équipe \| Temps \| \| --------------------- \| ---------------------- \| --------------------- \| -------------------------- \| --------------------- \| \| 1er \| Thibau Nys \| Belgique \| Lidl-Trek \| 4 h 03 min 21 s \| \| 2e \| Diego Ulissi \| Italie \| UAE Team Emirates \| + 0 s \| \| 3e \| Wilco Kelderman \| Pays-Bas \| Team Visma \\| Lease a Bike \| + 0 s \| \| 4e \| Archie Ryan \| Irlande \| EF Education-EasyPost \| + 0 s \| \| 5e \| Magnus Sheffield \| États-Unis \| Ineos Grenadiers \| + 0 s \| \| 6e \| Edoardo Zambanini \| Italie \| Bahrain Victorious \| + 0 s \| \| 7e \| Romain Grégoire \| France \| Groupama-FDJ \| + 0 s \| \| 8e \| Matej Mohorič \| Slovénie \| Bahrain Victorious \| + 0 s \| \| 9e \| Jonas Vingegaard \| Danemark \| Team Visma \\| Lease a Bike \| + 0 s \| \| 10e \| Aurélien Paret-Peintre \| France \| Decathlon-AG2R La Mondiale \| + 0 s \| |                        |            |                            |                 |
| |                        |            |                            |                 |
| |                        |            |                            |                 |
| Classement de l'étape |                        |            |                            |                 |
| Coureur | Coureur                | Pays       | Équipe                     | Temps           |
| 1er | Thibau Nys             | Belgique   | Lidl-Trek                  | 4 h 03 min 21 s |
| 2e | Diego Ulissi           | Italie     | UAE Team Emirates          | + 0 s           |
| 3e | Wilco Kelderman        | Pays-Bas   | Team Visma \| Lease a Bike | + 0 s           |
| 4e | Archie Ryan            | Irlande    | EF Education-EasyPost      | + 0 s           |
| 5e | Magnus Sheffield       | États-Unis | Ineos Grenadiers           | + 0 s           |
| 6e | Edoardo Zambanini      | Italie     | Bahrain Victorious         | + 0 s           |
| 7e | Romain Grégoire        | France     | Groupama-FDJ               | + 0 s           |
| 8e | Matej Mohorič          | Slovénie   | Bahrain Victorious         | + 0 s           |
| 9e | Jonas Vingegaard       | Danemark   | Team Visma \| Lease a Bike | + 0 s           |
| 10e | Aurélien Paret-Peintre | France     | Decathlon-AG2R La Mondiale | + 0 s           |

| \| Classement général \| Classement général \| Classement général \| Classement général \| Classement général \| \| Coureur \| Coureur \| Pays \| Équipe \| Temps \| \| ------------------ \| ------------------- \| ------------------ \| -------------------------- \| ------------------ \| \| 1er \| Jonas Vingegaard \| Danemark \| Team Visma \\| Lease a Bike \| 8 h 04 min 48 s \| \| 2e \| Diego Ulissi \| Italie \| UAE Team Emirates \| + 19 s \| \| 3e \| Wilco Kelderman \| Pays-Bas \| Team Visma \\| Lease a Bike \| + 20 s \| \| 4e \| Romain Grégoire \| France \| Groupama-FDJ \| + 33 s \| \| 5e \| Magnus Sheffield \| États-Unis \| Ineos Grenadiers \| + 37 s \| \| 6e \| Edoardo Zambanini \| Italie \| Bahrain Victorious \| + 45 s \| \| 7e \| Yannis Voisard \| Suisse \| Tudor Pro Cycling Team \| + 49 s \| \| 8e \| Matej Mohorič \| Slovénie \| Bahrain Victorious \| + 49 s \| \| 9e \| Mikkel Honoré \| Danemark \| EF Education-EasyPost \| + 49 s \| \| 10e \| Felix Großschartner \| Autriche \| UAE Team Emirates \| + 50 s \| |                     |            |                            |                 |
| |                     |            |                            |                 |
| |                     |            |                            |                 |
| Classement général |                     |            |                            |                 |
| Coureur | Coureur             | Pays       | Équipe                     | Temps           |
| 1er | Jonas Vingegaard    | Danemark   | Team Visma \| Lease a Bike | 8 h 04 min 48 s |
| 2e | Diego Ulissi        | Italie     | UAE Team Emirates          | + 19 s          |
| 3e | Wilco Kelderman     | Pays-Bas   | Team Visma \| Lease a Bike | + 20 s          |
| 4e | Romain Grégoire     | France     | Groupama-FDJ               | + 33 s          |
| 5e | Magnus Sheffield    | États-Unis | Ineos Grenadiers           | + 37 s          |
| 6e | Edoardo Zambanini   | Italie     | Bahrain Victorious         | + 45 s          |
| 7e | Yannis Voisard      | Suisse     | Tudor Pro Cycling Team     | + 49 s          |
| 8e | Matej Mohorič       | Slovénie   | Bahrain Victorious         | + 49 s          |
| 9e | Mikkel Honoré       | Danemark   | EF Education-EasyPost      | + 49 s          |
| 10e | Felix Großschartner | Autriche   | UAE Team Emirates          | + 50 s          |

### 4eétape
| \| Classement de l'étape \| Classement de l'étape \| Classement de l'étape \| Classement de l'étape \| Classement de l'étape \| \| Coureur \| Coureur \| Pays \| Équipe \| Temps \| \| --------------------- \| --------------------- \| --------------------- \| -------------------------- \| --------------------- \| \| 1er \| Olav Kooij \| Pays-Bas \| Team Visma \\| Lease a Bike \| 4 h 46 min 20 s \| \| 2e \| Sam Bennett \| Irlande \| Decathlon-AG2R La Mondiale \| + 0 s \| \| 3e \| Mads Pedersen \| Danemark \| Lidl-Trek \| + 0 s \| \| 4e \| Jordi Meeus \| Belgique \| Red Bull-Bora-Hansgrohe \| + 0 s \| \| 5e \| Tim Merlier \| Belgique \| Soudal Quick-Step \| + 0 s \| \| 6e \| Stanisław Aniołkowski \| Pologne \| Cofidis \| + 0 s \| \| 7e \| Gerben Thijssen \| Belgique \| Intermarché-Wanty \| + 0 s \| \| 8e \| Alberto Dainese \| Italie \| Tudor Pro Cycling Team \| + 0 s \| \| 9e \| Jensen Plowright \| Australie \| Alpecin-Deceuninck \| + 0 s \| \| 10e \| Phil Bauhaus \| Allemagne \| Bahrain Victorious \| + 0 s \| |                       |           |                            |                 |
| |                       |           |                            |                 |
| |                       |           |                            |                 |
| Classement de l'étape |                       |           |                            |                 |
| Coureur | Coureur               | Pays      | Équipe                     | Temps           |
| 1er | Olav Kooij            | Pays-Bas  | Team Visma \| Lease a Bike | 4 h 46 min 20 s |
| 2e | Sam Bennett           | Irlande   | Decathlon-AG2R La Mondiale | + 0 s           |
| 3e | Mads Pedersen         | Danemark  | Lidl-Trek                  | + 0 s           |
| 4e | Jordi Meeus           | Belgique  | Red Bull-Bora-Hansgrohe    | + 0 s           |
| 5e | Tim Merlier           | Belgique  | Soudal Quick-Step          | + 0 s           |
| 6e | Stanisław Aniołkowski | Pologne   | Cofidis                    | + 0 s           |
| 7e | Gerben Thijssen       | Belgique  | Intermarché-Wanty          | + 0 s           |
| 8e | Alberto Dainese       | Italie    | Tudor Pro Cycling Team     | + 0 s           |
| 9e | Jensen Plowright      | Australie | Alpecin-Deceuninck         | + 0 s           |
| 10e | Phil Bauhaus          | Allemagne | Bahrain Victorious         | + 0 s           |

| \| Classement général \| Classement général \| Classement général \| Classement général \| Classement général \| \| Coureur \| Coureur \| Pays \| Équipe \| Temps \| \| ------------------ \| ------------------- \| ------------------ \| -------------------------- \| ------------------ \| \| 1er \| Jonas Vingegaard \| Danemark \| Team Visma \\| Lease a Bike \| 12 h 51 min 08 s \| \| 2e \| Diego Ulissi \| Italie \| UAE Team Emirates \| + 19 s \| \| 3e \| Wilco Kelderman \| Pays-Bas \| Team Visma \\| Lease a Bike \| + 20 s \| \| 4e \| Romain Grégoire \| France \| Groupama-FDJ \| + 33 s \| \| 5e \| Magnus Sheffield \| États-Unis \| Ineos Grenadiers \| + 37 s \| \| 6e \| Matej Mohorič \| Slovénie \| Bahrain Victorious \| + 44 s \| \| 7e \| Edoardo Zambanini \| Italie \| Bahrain Victorious \| + 44 s \| \| 8e \| Yannis Voisard \| Suisse \| Tudor Pro Cycling Team \| + 49 s \| \| 9e \| Mikkel Honoré \| Danemark \| EF Education-EasyPost \| + 49 s \| \| 10e \| Felix Großschartner \| Autriche \| UAE Team Emirates \| + 50 s \| |                     |            |                            |                  |
| |                     |            |                            |                  |
| |                     |            |                            |                  |
| Classement général |                     |            |                            |                  |
| Coureur | Coureur             | Pays       | Équipe                     | Temps            |
| 1er | Jonas Vingegaard    | Danemark   | Team Visma \| Lease a Bike | 12 h 51 min 08 s |
| 2e | Diego Ulissi        | Italie     | UAE Team Emirates          | + 19 s           |
| 3e | Wilco Kelderman     | Pays-Bas   | Team Visma \| Lease a Bike | + 20 s           |
| 4e | Romain Grégoire     | France     | Groupama-FDJ               | + 33 s           |
| 5e | Magnus Sheffield    | États-Unis | Ineos Grenadiers           | + 37 s           |
| 6e | Matej Mohorič       | Slovénie   | Bahrain Victorious         | + 44 s           |
| 7e | Edoardo Zambanini   | Italie     | Bahrain Victorious         | + 44 s           |
| 8e | Yannis Voisard      | Suisse     | Tudor Pro Cycling Team     | + 49 s           |
| 9e | Mikkel Honoré       | Danemark   | EF Education-EasyPost      | + 49 s           |
| 10e | Felix Großschartner | Autriche   | UAE Team Emirates          | + 50 s           |

### 5eétape
| \| Classement de l'étape \| Classement de l'étape \| Classement de l'étape \| Classement de l'étape \| Classement de l'étape \| \| Coureur \| Coureur \| Pays \| Équipe \| Temps \| \| --------------------- \| --------------------- \| --------------------- \| -------------------------- \| --------------------- \| \| 1er \| Tim Merlier \| Belgique \| Soudal Quick-Step \| 4 h 00 min 05 s \| \| 2e \| Jordi Meeus \| Belgique \| Red Bull-Bora-Hansgrohe \| + 0 s \| \| 3e \| Olav Kooij \| Pays-Bas \| Team Visma \\| Lease a Bike \| + 0 s \| \| 4e \| Jensen Plowright \| Australie \| Alpecin-Deceuninck \| + 0 s \| \| 5e \| Jake Stewart \| Royaume-Uni \| Israel-Premier Tech \| + 0 s \| \| 6e \| Davide Cimolai \| Italie \| Movistar Team \| + 0 s \| \| 7e \| Danny van Poppel \| Pays-Bas \| Red Bull-Bora-Hansgrohe \| + 0 s \| \| 8e \| Stanisław Aniołkowski \| Pologne \| Cofidis \| + 0 s \| \| 9e \| Andrea Pasqualon \| Italie \| Bahrain Victorious \| + 0 s \| \| 10e \| Casper van Uden \| Pays-Bas \| Team dsm-firmenich PostNL \| + 0 s \| |                       |             |                            |                 |
| |                       |             |                            |                 |
| |                       |             |                            |                 |
| Classement de l'étape |                       |             |                            |                 |
| Coureur | Coureur               | Pays        | Équipe                     | Temps           |
| 1er | Tim Merlier           | Belgique    | Soudal Quick-Step          | 4 h 00 min 05 s |
| 2e | Jordi Meeus           | Belgique    | Red Bull-Bora-Hansgrohe    | + 0 s           |
| 3e | Olav Kooij            | Pays-Bas    | Team Visma \| Lease a Bike | + 0 s           |
| 4e | Jensen Plowright      | Australie   | Alpecin-Deceuninck         | + 0 s           |
| 5e | Jake Stewart          | Royaume-Uni | Israel-Premier Tech        | + 0 s           |
| 6e | Davide Cimolai        | Italie      | Movistar Team              | + 0 s           |
| 7e | Danny van Poppel      | Pays-Bas    | Red Bull-Bora-Hansgrohe    | + 0 s           |
| 8e | Stanisław Aniołkowski | Pologne     | Cofidis                    | + 0 s           |
| 9e | Andrea Pasqualon      | Italie      | Bahrain Victorious         | + 0 s           |
| 10e | Casper van Uden       | Pays-Bas    | Team dsm-firmenich PostNL  | + 0 s           |

| \| Classement général \| Classement général \| Classement général \| Classement général \| Classement général \| \| Coureur \| Coureur \| Pays \| Équipe \| Temps \| \| ------------------ \| ------------------- \| ------------------ \| -------------------------- \| ------------------ \| \| 1er \| Jonas Vingegaard \| Danemark \| Team Visma \\| Lease a Bike \| 16 h 58 min 08 s \| \| 2e \| Diego Ulissi \| Italie \| UAE Team Emirates \| + 19 s \| \| 3e \| Wilco Kelderman \| Pays-Bas \| Team Visma \\| Lease a Bike \| + 20 s \| \| 4e \| Romain Grégoire \| France \| Groupama-FDJ \| + 33 s \| \| 5e \| Magnus Sheffield \| États-Unis \| Ineos Grenadiers \| + 37 s \| \| 6e \| Matej Mohorič \| Slovénie \| Bahrain Victorious \| + 44 s \| \| 7e \| Edoardo Zambanini \| Italie \| Bahrain Victorious \| + 44 s \| \| 8e \| Yannis Voisard \| Suisse \| Tudor Pro Cycling Team \| + 49 s \| \| 9e \| Mikkel Honoré \| Danemark \| EF Education-EasyPost \| + 49 s \| \| 10e \| Felix Großschartner \| Autriche \| UAE Team Emirates \| + 50 s \| |                     |            |                            |                  |
| |                     |            |                            |                  |
| |                     |            |                            |                  |
| Classement général |                     |            |                            |                  |
| Coureur | Coureur             | Pays       | Équipe                     | Temps            |
| 1er | Jonas Vingegaard    | Danemark   | Team Visma \| Lease a Bike | 16 h 58 min 08 s |
| 2e | Diego Ulissi        | Italie     | UAE Team Emirates          | + 19 s           |
| 3e | Wilco Kelderman     | Pays-Bas   | Team Visma \| Lease a Bike | + 20 s           |
| 4e | Romain Grégoire     | France     | Groupama-FDJ               | + 33 s           |
| 5e | Magnus Sheffield    | États-Unis | Ineos Grenadiers           | + 37 s           |
| 6e | Matej Mohorič       | Slovénie   | Bahrain Victorious         | + 44 s           |
| 7e | Edoardo Zambanini   | Italie     | Bahrain Victorious         | + 44 s           |
| 8e | Yannis Voisard      | Suisse     | Tudor Pro Cycling Team     | + 49 s           |
| 9e | Mikkel Honoré       | Danemark   | EF Education-EasyPost      | + 49 s           |
| 10e | Felix Großschartner | Autriche   | UAE Team Emirates          | + 50 s           |

### 6eétape
| \| Classement de l'étape \| Classement de l'étape \| Classement de l'étape \| Classement de l'étape \| Classement de l'étape \| \| Coureur \| Coureur \| Pays \| Équipe \| Temps \| \| --------------------- \| ---------------------- \| --------------------- \| -------------------------- \| --------------------- \| \| 1er \| Thibau Nys \| Belgique \| Lidl-Trek \| 4 h 26 min 06 s \| \| 2e \| Diego Ulissi \| Italie \| UAE Team Emirates \| + 0 s \| \| 3e \| Oscar Onley \| Royaume-Uni \| Team dsm-firmenich PostNL \| + 0 s \| \| 4e \| Jonas Vingegaard \| Danemark \| Team Visma \\| Lease a Bike \| + 0 s \| \| 5e \| Wilco Kelderman \| Pays-Bas \| Team Visma \\| Lease a Bike \| + 0 s \| \| 6e \| Andrea Bagioli \| Italie \| Lidl-Trek \| + 0 s \| \| 7e \| Aurélien Paret-Peintre \| France \| Decathlon-AG2R La Mondiale \| + 0 s \| \| 8e \| Edoardo Zambanini \| Italie \| Bahrain Victorious \| + 0 s \| \| 9e \| Matej Mohorič \| Slovénie \| Bahrain Victorious \| + 0 s \| \| 10e \| Frederik Wandahl \| Danemark \| Red Bull-Bora-Hansgrohe \| + 0 s \| |                        |             |                            |                 |
| |                        |             |                            |                 |
| |                        |             |                            |                 |
| Classement de l'étape |                        |             |                            |                 |
| Coureur | Coureur                | Pays        | Équipe                     | Temps           |
| 1er | Thibau Nys             | Belgique    | Lidl-Trek                  | 4 h 26 min 06 s |
| 2e | Diego Ulissi           | Italie      | UAE Team Emirates          | + 0 s           |
| 3e | Oscar Onley            | Royaume-Uni | Team dsm-firmenich PostNL  | + 0 s           |
| 4e | Jonas Vingegaard       | Danemark    | Team Visma \| Lease a Bike | + 0 s           |
| 5e | Wilco Kelderman        | Pays-Bas    | Team Visma \| Lease a Bike | + 0 s           |
| 6e | Andrea Bagioli         | Italie      | Lidl-Trek                  | + 0 s           |
| 7e | Aurélien Paret-Peintre | France      | Decathlon-AG2R La Mondiale | + 0 s           |
| 8e | Edoardo Zambanini      | Italie      | Bahrain Victorious         | + 0 s           |
| 9e | Matej Mohorič          | Slovénie    | Bahrain Victorious         | + 0 s           |
| 10e | Frederik Wandahl       | Danemark    | Red Bull-Bora-Hansgrohe    | + 0 s           |

| \| Classement général \| Classement général \| Classement général \| Classement général \| Classement général \| \| Coureur \| Coureur \| Pays \| Équipe \| Temps \| \| ------------------ \| ------------------ \| ------------------ \| -------------------------- \| ------------------ \| \| 1er \| Jonas Vingegaard \| Danemark \| Team Visma \\| Lease a Bike \| 21 h 22 min 14 s \| \| 2e \| Diego Ulissi \| Italie \| UAE Team Emirates \| + 13 s \| \| 3e \| Wilco Kelderman \| Pays-Bas \| Team Visma \\| Lease a Bike \| + 20 s \| \| 4e \| Romain Grégoire \| France \| Groupama-FDJ \| + 33 s \| \| 5e \| Magnus Sheffield \| États-Unis \| Ineos Grenadiers \| + 37 s \| \| 6e \| Matej Mohorič \| Slovénie \| Bahrain Victorious \| + 44 s \| \| 7e \| Edoardo Zambanini \| Italie \| Bahrain Victorious \| + 44 s \| \| 8e \| Yannis Voisard \| Suisse \| Tudor Pro Cycling Team \| + 49 s \| \| 9e \| Mikkel Honoré \| Danemark \| EF Education-EasyPost \| + 49 s \| \| 10e \| Oscar Onley \| Royaume-Uni \| Team dsm-firmenich PostNL \| + 53 s \| |                   |             |                            |                  |
| |                   |             |                            |                  |
| |                   |             |                            |                  |
| Classement général |                   |             |                            |                  |
| Coureur | Coureur           | Pays        | Équipe                     | Temps            |
| 1er | Jonas Vingegaard  | Danemark    | Team Visma \| Lease a Bike | 21 h 22 min 14 s |
| 2e | Diego Ulissi      | Italie      | UAE Team Emirates          | + 13 s           |
| 3e | Wilco Kelderman   | Pays-Bas    | Team Visma \| Lease a Bike | + 20 s           |
| 4e | Romain Grégoire   | France      | Groupama-FDJ               | + 33 s           |
| 5e | Magnus Sheffield  | États-Unis  | Ineos Grenadiers           | + 37 s           |
| 6e | Matej Mohorič     | Slovénie    | Bahrain Victorious         | + 44 s           |
| 7e | Edoardo Zambanini | Italie      | Bahrain Victorious         | + 44 s           |
| 8e | Yannis Voisard    | Suisse      | Tudor Pro Cycling Team     | + 49 s           |
| 9e | Mikkel Honoré     | Danemark    | EF Education-EasyPost      | + 49 s           |
| 10e | Oscar Onley       | Royaume-Uni | Team dsm-firmenich PostNL  | + 53 s           |

### 7eétape
| \| Classement de l'étape \| Classement de l'étape \| Classement de l'étape \| Classement de l'étape \| Classement de l'étape \| \| Coureur \| Coureur \| Pays \| Équipe \| Temps \| \| --------------------- \| --------------------- \| --------------------- \| -------------------------- \| --------------------- \| \| 1er \| Olav Kooij \| Pays-Bas \| Team Visma \\| Lease a Bike \| 3 h 04 min 08 s \| \| 2e \| Tim Merlier \| Belgique \| Soudal Quick-Step \| + 0 s \| \| 3e \| Gerben Thijssen \| Belgique \| Intermarché-Wanty \| + 0 s \| \| 4e \| Casper van Uden \| Pays-Bas \| Team dsm-firmenich PostNL \| + 0 s \| \| 5e \| Jensen Plowright \| Australie \| Alpecin-Deceuninck \| + 0 s \| \| 6e \| Jordi Meeus \| Belgique \| Red Bull-Bora-Hansgrohe \| + 0 s \| \| 7e \| Elmar Reinders \| Pays-Bas \| Team Jayco AlUla \| + 0 s \| \| 8e \| Oliver Naesen \| Belgique \| Decathlon-AG2R La Mondiale \| + 0 s \| \| 9e \| Ben Swift \| Royaume-Uni \| Ineos Grenadiers \| + 0 s \| \| 10e \| Edward Theuns \| Belgique \| Lidl-Trek \| + 0 s \| |                  |             |                            |                 |
| |                  |             |                            |                 |
| |                  |             |                            |                 |
| Classement de l'étape |                  |             |                            |                 |
| Coureur | Coureur          | Pays        | Équipe                     | Temps           |
| 1er | Olav Kooij       | Pays-Bas    | Team Visma \| Lease a Bike | 3 h 04 min 08 s |
| 2e | Tim Merlier      | Belgique    | Soudal Quick-Step          | + 0 s           |
| 3e | Gerben Thijssen  | Belgique    | Intermarché-Wanty          | + 0 s           |
| 4e | Casper van Uden  | Pays-Bas    | Team dsm-firmenich PostNL  | + 0 s           |
| 5e | Jensen Plowright | Australie   | Alpecin-Deceuninck         | + 0 s           |
| 6e | Jordi Meeus      | Belgique    | Red Bull-Bora-Hansgrohe    | + 0 s           |
| 7e | Elmar Reinders   | Pays-Bas    | Team Jayco AlUla           | + 0 s           |
| 8e | Oliver Naesen    | Belgique    | Decathlon-AG2R La Mondiale | + 0 s           |
| 9e | Ben Swift        | Royaume-Uni | Ineos Grenadiers           | + 0 s           |
| 10e | Edward Theuns    | Belgique    | Lidl-Trek                  | + 0 s           |

## Classements finals

### Classement général
| \| Classement général \| Classement général \| Classement général \| Classement général \| Classement général \| \| Coureur \| Coureur \| Pays \| Équipe \| Temps \| \| ------------------ \| ------------------ \| ------------------ \| -------------------------- \| ------------------ \| \| 1er \| Jonas Vingegaard \| Danemark \| Team Visma \\| Lease a Bike \| 24 h 26 min 22 s \| \| 2e \| Diego Ulissi \| Italie \| UAE Team Emirates \| + 13 s \| \| 3e \| Wilco Kelderman \| Pays-Bas \| Team Visma \\| Lease a Bike \| + 20 s \| \| 4e \| Romain Grégoire \| France \| Groupama-FDJ \| + 33 s \| \| 5e \| Magnus Sheffield \| États-Unis \| Ineos Grenadiers \| + 37 s \| \| 6e \| Matej Mohorič \| Slovénie \| Bahrain Victorious \| + 44 s \| \| 7e \| Edoardo Zambanini \| Italie \| Bahrain Victorious \| + 44 s \| \| 8e \| Yannis Voisard \| Suisse \| Tudor Pro Cycling Team \| + 49 s \| \| 9e \| Mikkel Honoré \| Danemark \| EF Education-EasyPost \| + 49 s \| \| 10e \| Oscar Onley \| Royaume-Uni \| Team dsm-firmenich PostNL \| + 53 s \| |                   |             |                            |                  |
| |                   |             |                            |                  |
| Source : ProCyclingStats |                   |             |                            |                  |
| Classement général |                   |             |                            |                  |
| Coureur | Coureur           | Pays        | Équipe                     | Temps            |
| 1er | Jonas Vingegaard  | Danemark    | Team Visma \| Lease a Bike | 24 h 26 min 22 s |
| 2e | Diego Ulissi      | Italie      | UAE Team Emirates          | + 13 s           |
| 3e | Wilco Kelderman   | Pays-Bas    | Team Visma \| Lease a Bike | + 20 s           |
| 4e | Romain Grégoire   | France      | Groupama-FDJ               | + 33 s           |
| 5e | Magnus Sheffield  | États-Unis  | Ineos Grenadiers           | + 37 s           |
| 6e | Matej Mohorič     | Slovénie    | Bahrain Victorious         | + 44 s           |
| 7e | Edoardo Zambanini | Italie      | Bahrain Victorious         | + 44 s           |
| 8e | Yannis Voisard    | Suisse      | Tudor Pro Cycling Team     | + 49 s           |
| 9e | Mikkel Honoré     | Danemark    | EF Education-EasyPost      | + 49 s           |
| 10e | Oscar Onley       | Royaume-Uni | Team dsm-firmenich PostNL  | + 53 s           |

| Classement des sprints | Classement des sprints | Classement des sprints | Classement des sprints     | Classement des sprints |
| Coureur                | Coureur                | Pays                   | Équipe                     | Points                 |
| ---------------------- | ---------------------- | ---------------------- | -------------------------- | ---------------------- |
| 1er                    | Diego Ulissi           | Italie                 | UAE Team Emirates          | 68 pts                 |
| 2e                     | Jonas Vingegaard       | Danemark               | Team Visma \| Lease a Bike | 65 pts                 |
| 3e                     | Wilco Kelderman        | Pays-Bas               | Team Visma \| Lease a Bike | 64 pts                 |
| 4e                     | Thibau Nys             | Belgique               | Lidl-Trek                  | 60 pts                 |
| 5e                     | Olav Kooij             | Pays-Bas               | Team Visma \| Lease a Bike | 58 pts                 |
| 6e                     | Tim Merlier            | Belgique               | Soudal Quick-Step          | 55 pts                 |
| 7e                     | Jordi Meeus            | Belgique               | Red Bull-Bora-Hansgrohe    | 51 pts                 |
| 8e                     | Romain Grégoire        | France                 | Groupama-FDJ               | 49 pts                 |
| 9e                     | Magnus Sheffield       | États-Unis             | Ineos Grenadiers           | 48 pts                 |
| 10e                    | Matej Mohorič          | Slovénie               | Bahrain Victorious         | 46 pts                 |

| Classement des sprints | Classement des sprints | Classement des sprints | Classement des sprints     | Classement des sprints |
| Coureur                | Coureur                | Pays                   | Équipe                     | Points                 |
| ---------------------- | ---------------------- | ---------------------- | -------------------------- | ---------------------- |
| 1er                    | Diego Ulissi           | Italie                 | UAE Team Emirates          | 68 pts                 |
| 2e                     | Jonas Vingegaard       | Danemark               | Team Visma \| Lease a Bike | 65 pts                 |
| 3e                     | Wilco Kelderman        | Pays-Bas               | Team Visma \| Lease a Bike | 64 pts                 |
| 4e                     | Thibau Nys             | Belgique               | Lidl-Trek                  | 60 pts                 |
| 5e                     | Olav Kooij             | Pays-Bas               | Team Visma \| Lease a Bike | 58 pts                 |
| 6e                     | Tim Merlier            | Belgique               | Soudal Quick-Step          | 55 pts                 |
| 7e                     | Jordi Meeus            | Belgique               | Red Bull-Bora-Hansgrohe    | 51 pts                 |
| 8e                     | Romain Grégoire        | France                 | Groupama-FDJ               | 49 pts                 |
| 9e                     | Magnus Sheffield       | États-Unis             | Ineos Grenadiers           | 48 pts                 |
| 10e                    | Matej Mohorič          | Slovénie               | Bahrain Victorious         | 46 pts                 |

| Classement de la montagne | Classement de la montagne | Classement de la montagne | Classement de la montagne  | Classement de la montagne |
| Coureur                   | Coureur                   | Pays                      | Équipe                     | Points                    |
| ------------------------- | ------------------------- | ------------------------- | -------------------------- | ------------------------- |
| 1er                       | Michał Paluta             | Pologne                   | Pologne                    | 33 pts                    |
| 2e                        | Silvan Dillier            | Suisse                    | Alpecin-Deceuninck         | 17 pts                    |
| 3e                        | Jan Maas                  | Pays-Bas                  | Team Jayco AlUla           | 17 pts                    |
| 4e                        | Davide Formolo            | Italie                    | Movistar Team              | 15 pts                    |
| 5e                        | Archie Ryan               | Irlande                   | EF Education-EasyPost      | 13 pts                    |
| 6e                        | Samuele Battistella       | Italie                    | Astana Qazaqstan Team      | 12 pts                    |
| 7e                        | Wilco Kelderman           | Pays-Bas                  | Team Visma \| Lease a Bike | 7 pts                     |
| 8e                        | Jonas Vingegaard          | Danemark                  | Team Visma \| Lease a Bike | 5 pts                     |
| 9e                        | Johan Jacobs              | Suisse                    | Movistar Team              | 3 pts                     |
| 10e                       | Oscar Onley               | Royaume-Uni               | Team dsm-firmenich PostNL  | 3 pts                     |

| Classement de la montagne | Classement de la montagne | Classement de la montagne | Classement de la montagne  | Classement de la montagne |
| Coureur                   | Coureur                   | Pays                      | Équipe                     | Points                    |
| ------------------------- | ------------------------- | ------------------------- | -------------------------- | ------------------------- |
| 1er                       | Michał Paluta             | Pologne                   | Pologne                    | 33 pts                    |
| 2e                        | Silvan Dillier            | Suisse                    | Alpecin-Deceuninck         | 17 pts                    |
| 3e                        | Jan Maas                  | Pays-Bas                  | Team Jayco AlUla           | 17 pts                    |
| 4e                        | Davide Formolo            | Italie                    | Movistar Team              | 15 pts                    |
| 5e                        | Archie Ryan               | Irlande                   | EF Education-EasyPost      | 13 pts                    |
| 6e                        | Samuele Battistella       | Italie                    | Astana Qazaqstan Team      | 12 pts                    |
| 7e                        | Wilco Kelderman           | Pays-Bas                  | Team Visma \| Lease a Bike | 7 pts                     |
| 8e                        | Jonas Vingegaard          | Danemark                  | Team Visma \| Lease a Bike | 5 pts                     |
| 9e                        | Johan Jacobs              | Suisse                    | Movistar Team              | 3 pts                     |
| 10e                       | Oscar Onley               | Royaume-Uni               | Team dsm-firmenich PostNL  | 3 pts                     |

| Classement de la combativité | Classement de la combativité | Classement de la combativité | Classement de la combativité | Classement de la combativité |
| Coureur                      | Coureur                      | Pays                         | Équipe                       | Points                       |
| ---------------------------- | ---------------------------- | ---------------------------- | ---------------------------- | ---------------------------- |
| 1er                          | Norbert Banaszek             | Pologne                      | Pologne                      | 11 pts                       |
| 2e                           | Kacper Gieryk                | Pologne                      | Pologne                      | 6 pts                        |
| 3e                           | Matej Mohorič                | Slovénie                     | Bahrain Victorious           | 5 pts                        |
| 4e                           | Jan Maas                     | Pays-Bas                     | Team Jayco AlUla             | 4 pts                        |
| 5e                           | Davide Formolo               | Italie                       | Movistar Team                | 3 pts                        |
| 6e                           | Marcin Budziński             | Pologne                      | Pologne                      | 3 pts                        |
| 7e                           | Mick van Dijke               | Pays-Bas                     | Team Visma \| Lease a Bike   | 3 pts                        |
| 8e                           | Johan Jacobs                 | Suisse                       | Movistar Team                | 3 pts                        |
| 9e                           | Michał Paluta                | Pologne                      | Pologne                      | 3 pts                        |
| 10e                          | Archie Ryan                  | Irlande                      | EF Education-EasyPost        | 2 pts                        |

| Classement de la combativité | Classement de la combativité | Classement de la combativité | Classement de la combativité | Classement de la combativité |
| Coureur                      | Coureur                      | Pays                         | Équipe                       | Points                       |
| ---------------------------- | ---------------------------- | ---------------------------- | ---------------------------- | ---------------------------- |
| 1er                          | Norbert Banaszek             | Pologne                      | Pologne                      | 11 pts                       |
| 2e                           | Kacper Gieryk                | Pologne                      | Pologne                      | 6 pts                        |
| 3e                           | Matej Mohorič                | Slovénie                     | Bahrain Victorious           | 5 pts                        |
| 4e                           | Jan Maas                     | Pays-Bas                     | Team Jayco AlUla             | 4 pts                        |
| 5e                           | Davide Formolo               | Italie                       | Movistar Team                | 3 pts                        |
| 6e                           | Marcin Budziński             | Pologne                      | Pologne                      | 3 pts                        |
| 7e                           | Mick van Dijke               | Pays-Bas                     | Team Visma \| Lease a Bike   | 3 pts                        |
| 8e                           | Johan Jacobs                 | Suisse                       | Movistar Team                | 3 pts                        |
| 9e                           | Michał Paluta                | Pologne                      | Pologne                      | 3 pts                        |
| 10e                          | Archie Ryan                  | Irlande                      | EF Education-EasyPost        | 2 pts                        |

| Classement par équipes | Classement par équipes     | Classement par équipes | Classement par équipes |
| Équipe                 | Équipe                     | Pays                   | Temps                  |
| ---------------------- | -------------------------- | ---------------------- | ---------------------- |
| 1re                    | UAE Team Emirates          | Émirats arabes unis    | 73 h 20 min 28 s       |
| 2e                     | Bahrain Victorious         | Bahreïn                | + 5 min 05 s           |
| 3e                     | EF Education-EasyPost      | États-Unis             | + 7 min 40 s           |
| 4e                     | Team Visma \| Lease a Bike | Pays-Bas               | + 14 min 34 s          |
| 5e                     | Q36.5 Pro Cycling Team     | Suisse                 | + 15 min 28 s          |
| 6e                     | Movistar Team              | Espagne                | + 17 min 22 s          |
| 7e                     | Israel-Premier Tech        | Israël                 | + 17 min 34 s          |
| 8e                     | Tudor Pro Cycling Team     | Suisse                 | + 18 min 40 s          |
| 9e                     | Cofidis                    | France                 | + 20 min 08 s          |
| 10e                    | Decathlon-AG2R La Mondiale | France                 | + 20 min 35 s          |

| Classement par équipes | Classement par équipes     | Classement par équipes | Classement par équipes |
| Équipe                 | Équipe                     | Pays                   | Temps                  |
| ---------------------- | -------------------------- | ---------------------- | ---------------------- |
| 1re                    | UAE Team Emirates          | Émirats arabes unis    | 73 h 20 min 28 s       |
| 2e                     | Bahrain Victorious         | Bahreïn                | + 5 min 05 s           |
| 3e                     | EF Education-EasyPost      | États-Unis             | + 7 min 40 s           |
| 4e                     | Team Visma \| Lease a Bike | Pays-Bas               | + 14 min 34 s          |
| 5e                     | Q36.5 Pro Cycling Team     | Suisse                 | + 15 min 28 s          |
| 6e                     | Movistar Team              | Espagne                | + 17 min 22 s          |
| 7e                     | Israel-Premier Tech        | Israël                 | + 17 min 34 s          |
| 8e                     | Tudor Pro Cycling Team     | Suisse                 | + 18 min 40 s          |
| 9e                     | Cofidis                    | France                 | + 20 min 08 s          |
| 10e                    | Decathlon-AG2R La Mondiale | France                 | + 20 min 35 s          |

### Classements UCI
La course attribue des points au Classement mondial UCI 2024 selon le barème suivant :
| Position           | 1er | 2e  | 3e  | 4e  | 5e  | 6e  | 7e  | 8e  | 9e | 10e | 11e | 12e | 13e | 14e | 15e | 16e à 20e | 21e à 30e | 31e à 50e | 51e à 55e | 56e à 60e |
| Classement général | 400 | 320 | 260 | 220 | 180 | 140 | 120 | 100 | 80 | 68  | 56  | 48  | 40  | 32  | 28  | 24        | 16        | 8         | 4         | 2         |
| Par étapes         | 50  | 30  | 25  | 20  | 15  | 10  | 8   | 6   | 3  | 1   |     |     |     |     |     |           |           |           |           |           |
| Leader             | 8   |     |     |     |     |     |     |     |    |     |     |     |     |     |     |           |           |           |           |           |

| Rang | Coureur | Équipe | Général | Étape | Leader | Total |
| ---- | ------- | ------ | ------- | ----- | ------ | ----- |
| 1    |         |        |         |       |        |       |
| 2    |         |        |         |       |        |       |
| 3    |         |        |         |       |        |       |
| 4    |         |        |         |       |        |       |
| 5    |         |        |         |       |        |       |
| 6    |         |        |         |       |        |       |
| 7    |         |        |         |       |        |       |
| 8    |         |        |         |       |        |       |
| 9    |         |        |         |       |        |       |
| 10   |         |        |         |       |        |       |

## Évolution des classements
| Étape              | Vainqueur          | Classement général | Classement par points | Classement de la montagne | Classement des sprints intermédiaires | Classement du meilleur polonais | Classement par équipes |
| ------------------ | ------------------ | ------------------ | --------------------- | ------------------------- | ------------------------------------- | ------------------------------- | ---------------------- |
| 1                  | Thibau Nys         | Thibau Nys         | Thibau Nys            | Michał Paluta             | Szymon Sajnok                         | Rafał Majka                     | UAE Emirates           |
| 2                  | Tim Wellens        | Jonas Vingegaard   | Jonas Vingegaard      | Michał Paluta             | Szymon Sajnok                         | Rafał Majka                     | UAE Emirates           |
| 3                  | Thibau Nys         | Jonas Vingegaard   | Diego Ulissi          | Michał Paluta             | Szymon Sajnok                         | Rafał Majka                     | UAE Emirates           |
| 4                  | Olav Kooij         | Jonas Vingegaard   | Diego Ulissi          | Michał Paluta             | Szymon Sajnok                         | Rafał Majka                     | UAE Emirates           |
| 5                  | Tim Merlier        | Jonas Vingegaard   | Diego Ulissi          | Michał Paluta             | Norbert Banaszek                      | Rafał Majka                     | UAE Emirates           |
| 6                  | Thibau Nys         | Jonas Vingegaard   | Diego Ulissi          | Michał Paluta             | Norbert Banaszek                      | Rafał Majka                     | UAE Emirates           |
| 7                  | Olav Kooij         | Jonas Vingegaard   | Diego Ulissi          | Michał Paluta             | Norbert Banaszek                      | Rafał Majka                     | UAE Emirates           |
| Classements finals | Classements finals | Jonas Vingegaard   | Diego Ulissi          | Michał Paluta             | Norbert Banaszek                      | Rafał Majka                     | UAE Emirates           |

## Liste des participants
| Bahrain Victorious TBV | Bahrain Victorious TBV  | Bahrain Victorious TBV |
| ---------------------- | ----------------------- | ---------------------- |
| Num                    | Coureur                 | Pos                    |
| 1                      | Matej Mohorič (SLO)     | 6e                     |
| 2                      | Pello Bilbao (ESP)      | 35e                    |
| 3                      | Phil Bauhaus (GER)      | 125e                   |
| 4                      | Andrea Pasqualon (ITA)  | 81e                    |
| 5                      | Łukasz Wiśniowski (POL) | 98e                    |
| 6                      | Fred Wright (GBR)       | 29e                    |
| 7                      | Edoardo Zambanini (ITA) | 7e                     |

| Alpecin-Deceuninck ADC | Alpecin-Deceuninck ADC | Alpecin-Deceuninck ADC |
| ---------------------- | ---------------------- | ---------------------- |
| Num                    | Coureur                | Pos                    |
| 11                     | Silvan Dillier (SUI)   | 51e                    |
| 12                     | Timo Kielich (BEL)     | 101e                   |
| 13                     | Senne Leysen (BEL)     | 87e                    |
| 14                     | Lars Boven (NED)       | AB-3                   |
| 15                     | Nicola Conci (ITA)     | AB-4                   |
| 16                     | Jensen Plowright (AUS) | 83e                    |
| 17                     | Ramon Sinkeldam (NED)  | 113e                   |

| Arkéa-B&B Hotels ARK | Arkéa-B&B Hotels ARK     | Arkéa-B&B Hotels ARK |
| -------------------- | ------------------------ | -------------------- |
| Num                  | Coureur                  | Pos                  |
| 21                   | David Dekker (NED)       | 105e                 |
| 22                   | Raúl García Pierna (ESP) | 11e                  |
| 23                   | Donavan Grondin (FRA)    | 103e                 |
| 24                   | Alan Riou (FRA)          | 110e                 |
| 25                   | Miles Scotson (AUS)      | AB-4                 |
| 26                   | Florian Sénéchal (FRA)   | 78e                  |
| 27                   | Alessandro Verre (ITA)   | 16e                  |

| Astana Qazaqstan Team AST | Astana Qazaqstan Team AST               | Astana Qazaqstan Team AST |
| ------------------------- | --------------------------------------- | ------------------------- |
| Num                       | Coureur                                 | Pos                       |
| 31                        | Davide Ballerini (ITA)                  | AB-3                      |
| 32                        | Samuele Battistella (ITA)               | 48e                       |
| 33                        | Dmitriy Gruzdev (KAZ) (route et chrono) | 123e                      |
| 34                        | Henok Mulubrhan (ERI) (route)           | 67e                       |
| 35                        | Christian Scaroni (ITA)                 | AB-5                      |
| 36                        | Anton Kuzmin (KAZ)                      | 59e                       |
| 37                        | Michele Gazzoli (ITA)                   | AB-3                      |

| Cofidis COF | Cofidis COF                 | Cofidis COF |
| ----------- | --------------------------- | ----------- |
| Num         | Coureur                     | Pos         |
| 41          | Stanisław Aniołkowski (POL) | 94e         |
| 42          | Nicolas Debeaumarché (FRA)  | AB-3        |
| 43          | Aimé De Gendt (BEL)         | 42e         |
| 44          | Ben Hermans (BEL)           | 14e         |
| 45          | Alexis Renard (FRA)         | 106e        |
| 46          | Ludovic Robeet (BEL)        | 79e         |
| 47          | Harrison Wood (GBR)         | 32e         |

| Decathlon-AG2R La Mondiale DAT | Decathlon-AG2R La Mondiale DAT | Decathlon-AG2R La Mondiale DAT |
| ------------------------------ | ------------------------------ | ------------------------------ |
| Num                            | Coureur                        | Pos                            |
| 51                             | Aurélien Paret-Peintre (FRA)   | 13e                            |
| 52                             | Sam Bennett (IRL)              | AB-7                           |
| 53                             | Edvald Boasson Hagen (NOR)     | 89e                            |
| 54                             | Stan Dewulf (BEL)              | 22e                            |
| 55                             | Pierre Gautherat (FRA)         | AB-4                           |
| 56                             | Oliver Naesen (BEL)            | 66e                            |
| 57                             | Damien Touzé (FRA)             | 50e                            |

| EF Education-EasyPost EFE | EF Education-EasyPost EFE | EF Education-EasyPost EFE |
| ------------------------- | ------------------------- | ------------------------- |
| Num                       | Coureur                   | Pos                       |
| 61                        | Mikkel Honoré (DEN)       | 9e                        |
| 62                        | Lukas Nerurkar (GBR)      | 36e                       |
| 63                        | Jack Rootkin-Gray (GBR)   | 108e                      |
| 64                        | Jonas Rutsch (GER)        | 58e                       |
| 65                        | Archie Ryan (IRL)         | 27e                       |
| 66                        | Yuhi Todome (JPN)         | AB-3                      |
| 67                        | Michael Valgren (DEN)     | 57e                       |

| Groupama-FDJ GFC | Groupama-FDJ GFC      | Groupama-FDJ GFC |
| ---------------- | --------------------- | ---------------- |
| Num              | Coureur               | Pos              |
| 71               | Lewis Askey (GBR)     | AB-5             |
| 72               | Clément Davy (FRA)    | 71e              |
| 73               | Romain Grégoire (FRA) | 4e               |
| 74               | Fabian Lienhard (SUI) | 88e              |
| 75               | Laurence Pithie (NZL) | 92e              |
| 76               | Clément Russo (FRA)   | 84e              |
| 77               | Samuel Watson (GBR)   | 65e              |

| Ineos Grenadiers IGD | Ineos Grenadiers IGD   | Ineos Grenadiers IGD |
| -------------------- | ---------------------- | -------------------- |
| Num                  | Coureur                | Pos                  |
| 81                   | Tobias Foss (NOR)      | 39e                  |
| 82                   | Salvatore Puccio (ITA) | 69e                  |
| 83                   | Magnus Sheffield (USA) | 5e                   |
| 84                   | Ben Swift (GBR)        | 70e                  |
| 85                   | Connor Swift (GBR)     | 63e                  |
| 86                   | Ben Turner (GBR)       | NP-5                 |
| 87                   | Cameron Wurf (AUS)     | 95e                  |

| Intermarché-Wanty IWA | Intermarché-Wanty IWA           | Intermarché-Wanty IWA |
| --------------------- | ------------------------------- | --------------------- |
| Num                   | Coureur                         | Pos                   |
| 91                    | Francesco Busatto (ITA)         | 23e                   |
| 92                    | Rune Herregodts (BEL)           | AB-3                  |
| 93                    | Adrien Petit (FRA)              | 119e                  |
| 94                    | Dion Smith (NZL)                | 49e                   |
| 95                    | Gerben Thijssen (BEL)           | 120e                  |
| 96                    | Gijs Van Hoecke (BEL)           | 107e                  |
| 97                    | Roel van Sintmaartensdijk (NED) | 75e                   |

| Lidl-Trek LTK | Lidl-Trek LTK                        | Lidl-Trek LTK |
| ------------- | ------------------------------------ | ------------- |
| Num           | Coureur                              | Pos           |
| 101           | Andrea Bagioli (ITA)                 | 34e           |
| 102           | Ryan Gibbons (RSA) (route et chrono) | AB-3          |
| 103           | Alex Kirsch (LUX)                    | 100e          |
| 104           | Thibau Nys (BEL)                     | 31e           |
| 105           | Mads Pedersen (DEN)                  | AB-6          |
| 106           | Edward Theuns (BEL)                  | 76e           |
| 107           | Tim Declercq (BEL)                   | 74e           |

| Movistar Team MOV | Movistar Team MOV     | Movistar Team MOV |
| ----------------- | --------------------- | ----------------- |
| Num               | Coureur               | Pos               |
| 111               | William Barta (USA)   | 12e               |
| 112               | Rémi Cavagna (FRA)    | 56e               |
| 113               | Davide Cimolai (ITA)  | 118e              |
| 114               | Davide Formolo (ITA)  | 37e               |
| 115               | Johan Jacobs (SUI)    | 52e               |
| 116               | Lorenzo Milesi (ITA)  | NP-4              |
| 117               | Gonzalo Serrano (ESP) | 40e               |

| Red Bull-Bora-Hansgrohe RBH | Red Bull-Bora-Hansgrohe RBH   | Red Bull-Bora-Hansgrohe RBH |
| --------------------------- | ----------------------------- | --------------------------- |
| Num                         | Coureur                       | Pos                         |
| 121                         | Cesare Benedetti (POL)        | 86e                         |
| 122                         | Jordi Meeus (BEL)             | 121e                        |
| 123                         | Ryan Mullen (IRL)             | 96e                         |
| 124                         | Maximilian Schachmann (GER)   | NP-4                        |
| 125                         | Frederik Wandahl (DEN)        | 30e                         |
| 126                         | Filip Maciejuk (POL) (chrono) | 68e                         |
| 127                         | Danny van Poppel (NED)        | 117e                        |

| Soudal Quick-Step SOQ | Soudal Quick-Step SOQ    | Soudal Quick-Step SOQ |
| --------------------- | ------------------------ | --------------------- |
| Num                   | Coureur                  | Pos                   |
| 131                   | Ayco Bastiaens (BEL)     | 115e                  |
| 132                   | Paul Magnier (FRA)       | 46e                   |
| 133                   | Tim Merlier (BEL)        | 112e                  |
| 134                   | Pepijn Reinderink (NED)  | 54e                   |
| 135                   | Martin Svrček (SVK)      | 45e                   |
| 136                   | Bert Van Lerberghe (BEL) | 111e                  |
| 137                   | Warre Vangheluwe (BEL)   | AB-6                  |

| Team dsm-firmenich PostNL DFP | Team dsm-firmenich PostNL DFP | Team dsm-firmenich PostNL DFP |
| ----------------------------- | ----------------------------- | ----------------------------- |
| Num                           | Coureur                       | Pos                           |
| 141                           | Romain Bardet (FRA)           | 38e                           |
| 142                           | Romain Combaud (FRA)          | 62e                           |
| 144                           | Patrick Eddy (AUS)            | 90e                           |
| 145                           | Niklas Märkl (GER)            | 102e                          |
| 146                           | Oscar Onley (GBR)             | 10e                           |
| 147                           | Casper van Uden (NED)         | 82e                           |
| 148                           | Bram Welten (NED)             | 93e                           |

| Team Jayco AlUla JAY | Team Jayco AlUla JAY        | Team Jayco AlUla JAY |
| -------------------- | --------------------------- | -------------------- |
| Num                  | Coureur                     | Pos                  |
| 151                  | Caleb Ewan (AUS)            | AB-7                 |
| 152                  | Elmar Reinders (NED)        | 80e                  |
| 153                  | Amund Grøndahl Jansen (NOR) | AB-7                 |
| 154                  | Jan Maas (NED)              | 47e                  |
| 155                  | Jesús David Peña (COL)      | 24e                  |
| 156                  | Blake Quick (AUS)           | 126e                 |
| 157                  | Lucas Hamilton (AUS)        | AB-7                 |

| Team Visma \| Lease a Bike TVL | Team Visma \| Lease a Bike TVL | Team Visma \| Lease a Bike TVL |
| ------------------------------ | ------------------------------ | ------------------------------ |
| Num                            | Coureur                        | Pos                            |
| 161                            | Jonas Vingegaard (DEN)         | 1er                            |
| 162                            | Wilco Kelderman (NED)          | 3e                             |
| 163                            | Per Strand Hagenes (NOR)       | 73e                            |
| 164                            | Olav Kooij (NED)               | 99e                            |
| 165                            | Koen Bouwman (NED)             | 61e                            |
| 166                            | Tosh Van der Sande (BEL)       | 124e                           |
| 167                            | Mick van Dijke (NED)           | 53e                            |

| UAE Team Emirates UAD | UAE Team Emirates UAD      | UAE Team Emirates UAD |
| --------------------- | -------------------------- | --------------------- |
| Num                   | Coureur                    | Pos                   |
| 171                   | Jan Christen (SUI)         | 15e                   |
| 172                   | Felix Großschartner (AUT)  | 17e                   |
| 173                   | Vegard Stake Laengen (NOR) | NP-3                  |
| 174                   | Rafał Majka (POL)          | 18e                   |
| 175                   | Sebastián Molano (COL)     | NP-2                  |
| 176                   | Diego Ulissi (ITA)         | 2e                    |
| 177                   | Tim Wellens (BEL) (chrono) | 25e                   |

| Israel-Premier Tech IPT | Israel-Premier Tech IPT   | Israel-Premier Tech IPT |
| ----------------------- | ------------------------- | ----------------------- |
| Num                     | Coureur                   | Pos                     |
| 181                     | Pascal Ackermann (GER)    | AB-7                    |
| 182                     | Guillaume Boivin (CAN)    | 72e                     |
| 183                     | Jakob Fuglsang (DEN)      | 21e                     |
| 184                     | Hugo Houle (CAN)          | 19e                     |
| 185                     | Krists Neilands (LAT)     | 43e                     |
| 186                     | Michael Schwarzmann (GER) | 109e                    |
| 187                     | Jake Stewart (GBR)        | 55e                     |

| Q36.5 Pro Cycling Team Q36 | Q36.5 Pro Cycling Team Q36  | Q36.5 Pro Cycling Team Q36 |
| -------------------------- | --------------------------- | -------------------------- |
| Num                        | Coureur                     | Pos                        |
| 191                        | Xabier Mikel Azparren (ESP) | AB-7                       |
| 192                        | Mark Donovan (GBR)          | 20e                        |
| 193                        | Gianluca Brambilla (ITA)    | NP-5                       |
| 194                        | Joey Rosskopf (USA)         | 64e                        |
| 195                        | Szymon Sajnok (POL)         | NP-5                       |
| 196                        | Carl Fredrik Hagen (NOR)    | 26e                        |
| 197                        | Negasi Abreha (ETH)         | 60e                        |

| Tudor Pro Cycling Team TUD | Tudor Pro Cycling Team TUD | Tudor Pro Cycling Team TUD |
| -------------------------- | -------------------------- | -------------------------- |
| Num                        | Coureur                    | Pos                        |
| 201                        | Alberto Dainese (ITA)      | 91e                        |
| 202                        | Robin Froidevaux (SUI)     | 122e                       |
| 203                        | Petr Kelemen (CZE)         | 85e                        |
| 204                        | Rick Pluimers (NED)        | 41e                        |
| 205                        | Roland Thalmann (SUI)      | 77e                        |
| 206                        | Yannis Voisard (SUI)       | 8e                         |
| 207                        | Luc Wirtgen (LUX)          | 33e                        |

| Pologne POL | Pologne POL       | Pologne POL |
| ----------- | ----------------- | ----------- |
| Num         | Coureur           | Pos         |
| 211         | Marcin Budziński  | 44e         |
| 212         | Michał Paluta     | 97e         |
| 213         | Norbert Banaszek  | 114e        |
| 214         | Piotr Pękala      | 28e         |
| 215         | Radosław Frątczak | 127e        |
| 216         | Mateusz Kostański | 104e        |
| 217         | Kacper Gieryk     | 116e        |

| Bahrain Victorious TBV | Bahrain Victorious TBV  | Bahrain Victorious TBV |
| ---------------------- | ----------------------- | ---------------------- |
| Num                    | Coureur                 | Pos                    |
| 1                      | Matej Mohorič (SLO)     | 6e                     |
| 2                      | Pello Bilbao (ESP)      | 35e                    |
| 3                      | Phil Bauhaus (GER)      | 125e                   |
| 4                      | Andrea Pasqualon (ITA)  | 81e                    |
| 5                      | Łukasz Wiśniowski (POL) | 98e                    |
| 6                      | Fred Wright (GBR)       | 29e                    |
| 7                      | Edoardo Zambanini (ITA) | 7e                     |

| Alpecin-Deceuninck ADC | Alpecin-Deceuninck ADC | Alpecin-Deceuninck ADC |
| ---------------------- | ---------------------- | ---------------------- |
| Num                    | Coureur                | Pos                    |
| 11                     | Silvan Dillier (SUI)   | 51e                    |
| 12                     | Timo Kielich (BEL)     | 101e                   |
| 13                     | Senne Leysen (BEL)     | 87e                    |
| 14                     | Lars Boven (NED)       | AB-3                   |
| 15                     | Nicola Conci (ITA)     | AB-4                   |
| 16                     | Jensen Plowright (AUS) | 83e                    |
| 17                     | Ramon Sinkeldam (NED)  | 113e                   |

| Arkéa-B&B Hotels ARK | Arkéa-B&B Hotels ARK     | Arkéa-B&B Hotels ARK |
| -------------------- | ------------------------ | -------------------- |
| Num                  | Coureur                  | Pos                  |
| 21                   | David Dekker (NED)       | 105e                 |
| 22                   | Raúl García Pierna (ESP) | 11e                  |
| 23                   | Donavan Grondin (FRA)    | 103e                 |
| 24                   | Alan Riou (FRA)          | 110e                 |
| 25                   | Miles Scotson (AUS)      | AB-4                 |
| 26                   | Florian Sénéchal (FRA)   | 78e                  |
| 27                   | Alessandro Verre (ITA)   | 16e                  |

| Astana Qazaqstan Team AST | Astana Qazaqstan Team AST               | Astana Qazaqstan Team AST |
| ------------------------- | --------------------------------------- | ------------------------- |
| Num                       | Coureur                                 | Pos                       |
| 31                        | Davide Ballerini (ITA)                  | AB-3                      |
| 32                        | Samuele Battistella (ITA)               | 48e                       |
| 33                        | Dmitriy Gruzdev (KAZ) (route et chrono) | 123e                      |
| 34                        | Henok Mulubrhan (ERI) (route)           | 67e                       |
| 35                        | Christian Scaroni (ITA)                 | AB-5                      |
| 36                        | Anton Kuzmin (KAZ)                      | 59e                       |
| 37                        | Michele Gazzoli (ITA)                   | AB-3                      |

| Cofidis COF | Cofidis COF                 | Cofidis COF |
| ----------- | --------------------------- | ----------- |
| Num         | Coureur                     | Pos         |
| 41          | Stanisław Aniołkowski (POL) | 94e         |
| 42          | Nicolas Debeaumarché (FRA)  | AB-3        |
| 43          | Aimé De Gendt (BEL)         | 42e         |
| 44          | Ben Hermans (BEL)           | 14e         |
| 45          | Alexis Renard (FRA)         | 106e        |
| 46          | Ludovic Robeet (BEL)        | 79e         |
| 47          | Harrison Wood (GBR)         | 32e         |

| Decathlon-AG2R La Mondiale DAT | Decathlon-AG2R La Mondiale DAT | Decathlon-AG2R La Mondiale DAT |
| ------------------------------ | ------------------------------ | ------------------------------ |
| Num                            | Coureur                        | Pos                            |
| 51                             | Aurélien Paret-Peintre (FRA)   | 13e                            |
| 52                             | Sam Bennett (IRL)              | AB-7                           |
| 53                             | Edvald Boasson Hagen (NOR)     | 89e                            |
| 54                             | Stan Dewulf (BEL)              | 22e                            |
| 55                             | Pierre Gautherat (FRA)         | AB-4                           |
| 56                             | Oliver Naesen (BEL)            | 66e                            |
| 57                             | Damien Touzé (FRA)             | 50e                            |

| EF Education-EasyPost EFE | EF Education-EasyPost EFE | EF Education-EasyPost EFE |
| ------------------------- | ------------------------- | ------------------------- |
| Num                       | Coureur                   | Pos                       |
| 61                        | Mikkel Honoré (DEN)       | 9e                        |
| 62                        | Lukas Nerurkar (GBR)      | 36e                       |
| 63                        | Jack Rootkin-Gray (GBR)   | 108e                      |
| 64                        | Jonas Rutsch (GER)        | 58e                       |
| 65                        | Archie Ryan (IRL)         | 27e                       |
| 66                        | Yuhi Todome (JPN)         | AB-3                      |
| 67                        | Michael Valgren (DEN)     | 57e                       |

| Groupama-FDJ GFC | Groupama-FDJ GFC      | Groupama-FDJ GFC |
| ---------------- | --------------------- | ---------------- |
| Num              | Coureur               | Pos              |
| 71               | Lewis Askey (GBR)     | AB-5             |
| 72               | Clément Davy (FRA)    | 71e              |
| 73               | Romain Grégoire (FRA) | 4e               |
| 74               | Fabian Lienhard (SUI) | 88e              |
| 75               | Laurence Pithie (NZL) | 92e              |
| 76               | Clément Russo (FRA)   | 84e              |
| 77               | Samuel Watson (GBR)   | 65e              |

| Ineos Grenadiers IGD | Ineos Grenadiers IGD   | Ineos Grenadiers IGD |
| -------------------- | ---------------------- | -------------------- |
| Num                  | Coureur                | Pos                  |
| 81                   | Tobias Foss (NOR)      | 39e                  |
| 82                   | Salvatore Puccio (ITA) | 69e                  |
| 83                   | Magnus Sheffield (USA) | 5e                   |
| 84                   | Ben Swift (GBR)        | 70e                  |
| 85                   | Connor Swift (GBR)     | 63e                  |
| 86                   | Ben Turner (GBR)       | NP-5                 |
| 87                   | Cameron Wurf (AUS)     | 95e                  |

| Intermarché-Wanty IWA | Intermarché-Wanty IWA           | Intermarché-Wanty IWA |
| --------------------- | ------------------------------- | --------------------- |
| Num                   | Coureur                         | Pos                   |
| 91                    | Francesco Busatto (ITA)         | 23e                   |
| 92                    | Rune Herregodts (BEL)           | AB-3                  |
| 93                    | Adrien Petit (FRA)              | 119e                  |
| 94                    | Dion Smith (NZL)                | 49e                   |
| 95                    | Gerben Thijssen (BEL)           | 120e                  |
| 96                    | Gijs Van Hoecke (BEL)           | 107e                  |
| 97                    | Roel van Sintmaartensdijk (NED) | 75e                   |

| Lidl-Trek LTK | Lidl-Trek LTK                        | Lidl-Trek LTK |
| ------------- | ------------------------------------ | ------------- |
| Num           | Coureur                              | Pos           |
| 101           | Andrea Bagioli (ITA)                 | 34e           |
| 102           | Ryan Gibbons (RSA) (route et chrono) | AB-3          |
| 103           | Alex Kirsch (LUX)                    | 100e          |
| 104           | Thibau Nys (BEL)                     | 31e           |
| 105           | Mads Pedersen (DEN)                  | AB-6          |
| 106           | Edward Theuns (BEL)                  | 76e           |
| 107           | Tim Declercq (BEL)                   | 74e           |

| Movistar Team MOV | Movistar Team MOV     | Movistar Team MOV |
| ----------------- | --------------------- | ----------------- |
| Num               | Coureur               | Pos               |
| 111               | William Barta (USA)   | 12e               |
| 112               | Rémi Cavagna (FRA)    | 56e               |
| 113               | Davide Cimolai (ITA)  | 118e              |
| 114               | Davide Formolo (ITA)  | 37e               |
| 115               | Johan Jacobs (SUI)    | 52e               |
| 116               | Lorenzo Milesi (ITA)  | NP-4              |
| 117               | Gonzalo Serrano (ESP) | 40e               |

| Red Bull-Bora-Hansgrohe RBH | Red Bull-Bora-Hansgrohe RBH   | Red Bull-Bora-Hansgrohe RBH |
| --------------------------- | ----------------------------- | --------------------------- |
| Num                         | Coureur                       | Pos                         |
| 121                         | Cesare Benedetti (POL)        | 86e                         |
| 122                         | Jordi Meeus (BEL)             | 121e                        |
| 123                         | Ryan Mullen (IRL)             | 96e                         |
| 124                         | Maximilian Schachmann (GER)   | NP-4                        |
| 125                         | Frederik Wandahl (DEN)        | 30e                         |
| 126                         | Filip Maciejuk (POL) (chrono) | 68e                         |
| 127                         | Danny van Poppel (NED)        | 117e                        |

| Soudal Quick-Step SOQ | Soudal Quick-Step SOQ    | Soudal Quick-Step SOQ |
| --------------------- | ------------------------ | --------------------- |
| Num                   | Coureur                  | Pos                   |
| 131                   | Ayco Bastiaens (BEL)     | 115e                  |
| 132                   | Paul Magnier (FRA)       | 46e                   |
| 133                   | Tim Merlier (BEL)        | 112e                  |
| 134                   | Pepijn Reinderink (NED)  | 54e                   |
| 135                   | Martin Svrček (SVK)      | 45e                   |
| 136                   | Bert Van Lerberghe (BEL) | 111e                  |
| 137                   | Warre Vangheluwe (BEL)   | AB-6                  |

| Team dsm-firmenich PostNL DFP | Team dsm-firmenich PostNL DFP | Team dsm-firmenich PostNL DFP |
| ----------------------------- | ----------------------------- | ----------------------------- |
| Num                           | Coureur                       | Pos                           |
| 141                           | Romain Bardet (FRA)           | 38e                           |
| 142                           | Romain Combaud (FRA)          | 62e                           |
| 144                           | Patrick Eddy (AUS)            | 90e                           |
| 145                           | Niklas Märkl (GER)            | 102e                          |
| 146                           | Oscar Onley (GBR)             | 10e                           |
| 147                           | Casper van Uden (NED)         | 82e                           |
| 148                           | Bram Welten (NED)             | 93e                           |

| Team Jayco AlUla JAY | Team Jayco AlUla JAY        | Team Jayco AlUla JAY |
| -------------------- | --------------------------- | -------------------- |
| Num                  | Coureur                     | Pos                  |
| 151                  | Caleb Ewan (AUS)            | AB-7                 |
| 152                  | Elmar Reinders (NED)        | 80e                  |
| 153                  | Amund Grøndahl Jansen (NOR) | AB-7                 |
| 154                  | Jan Maas (NED)              | 47e                  |
| 155                  | Jesús David Peña (COL)      | 24e                  |
| 156                  | Blake Quick (AUS)           | 126e                 |
| 157                  | Lucas Hamilton (AUS)        | AB-7                 |

| Team Visma \| Lease a Bike TVL | Team Visma \| Lease a Bike TVL | Team Visma \| Lease a Bike TVL |
| ------------------------------ | ------------------------------ | ------------------------------ |
| Num                            | Coureur                        | Pos                            |
| 161                            | Jonas Vingegaard (DEN)         | 1er                            |
| 162                            | Wilco Kelderman (NED)          | 3e                             |
| 163                            | Per Strand Hagenes (NOR)       | 73e                            |
| 164                            | Olav Kooij (NED)               | 99e                            |
| 165                            | Koen Bouwman (NED)             | 61e                            |
| 166                            | Tosh Van der Sande (BEL)       | 124e                           |
| 167                            | Mick van Dijke (NED)           | 53e                            |

| UAE Team Emirates UAD | UAE Team Emirates UAD      | UAE Team Emirates UAD |
| --------------------- | -------------------------- | --------------------- |
| Num                   | Coureur                    | Pos                   |
| 171                   | Jan Christen (SUI)         | 15e                   |
| 172                   | Felix Großschartner (AUT)  | 17e                   |
| 173                   | Vegard Stake Laengen (NOR) | NP-3                  |
| 174                   | Rafał Majka (POL)          | 18e                   |
| 175                   | Sebastián Molano (COL)     | NP-2                  |
| 176                   | Diego Ulissi (ITA)         | 2e                    |
| 177                   | Tim Wellens (BEL) (chrono) | 25e                   |

| Israel-Premier Tech IPT | Israel-Premier Tech IPT   | Israel-Premier Tech IPT |
| ----------------------- | ------------------------- | ----------------------- |
| Num                     | Coureur                   | Pos                     |
| 181                     | Pascal Ackermann (GER)    | AB-7                    |
| 182                     | Guillaume Boivin (CAN)    | 72e                     |
| 183                     | Jakob Fuglsang (DEN)      | 21e                     |
| 184                     | Hugo Houle (CAN)          | 19e                     |
| 185                     | Krists Neilands (LAT)     | 43e                     |
| 186                     | Michael Schwarzmann (GER) | 109e                    |
| 187                     | Jake Stewart (GBR)        | 55e                     |

| Q36.5 Pro Cycling Team Q36 | Q36.5 Pro Cycling Team Q36  | Q36.5 Pro Cycling Team Q36 |
| -------------------------- | --------------------------- | -------------------------- |
| Num                        | Coureur                     | Pos                        |
| 191                        | Xabier Mikel Azparren (ESP) | AB-7                       |
| 192                        | Mark Donovan (GBR)          | 20e                        |
| 193                        | Gianluca Brambilla (ITA)    | NP-5                       |
| 194                        | Joey Rosskopf (USA)         | 64e                        |
| 195                        | Szymon Sajnok (POL)         | NP-5                       |
| 196                        | Carl Fredrik Hagen (NOR)    | 26e                        |
| 197                        | Negasi Abreha (ETH)         | 60e                        |

| Tudor Pro Cycling Team TUD | Tudor Pro Cycling Team TUD | Tudor Pro Cycling Team TUD |
| -------------------------- | -------------------------- | -------------------------- |
| Num                        | Coureur                    | Pos                        |
| 201                        | Alberto Dainese (ITA)      | 91e                        |
| 202                        | Robin Froidevaux (SUI)     | 122e                       |
| 203                        | Petr Kelemen (CZE)         | 85e                        |
| 204                        | Rick Pluimers (NED)        | 41e                        |
| 205                        | Roland Thalmann (SUI)      | 77e                        |
| 206                        | Yannis Voisard (SUI)       | 8e                         |
| 207                        | Luc Wirtgen (LUX)          | 33e                        |

| Pologne POL | Pologne POL       | Pologne POL |
| ----------- | ----------------- | ----------- |
| Num         | Coureur           | Pos         |
| 211         | Marcin Budziński  | 44e         |
| 212         | Michał Paluta     | 97e         |
| 213         | Norbert Banaszek  | 114e        |
| 214         | Piotr Pękala      | 28e         |
| 215         | Radosław Frątczak | 127e        |
| 216         | Mateusz Kostański | 104e        |
| 217         | Kacper Gieryk     | 116e        |